# Municipio de Washington (condado de Hamilton)
El municipio de Washington (en inglés: Washington Township) es un municipio ubicado en el condado de Hamilton en el estado estadounidense de Indiana. En el año 2010 tenía una población de 32884 habitantes y una densidad poblacional de 226,83 personas por km².

## Geografía
El municipio de Washington se encuentra ubicado en las coordenadas 40°3′12″N 86°10′21″O / 40.05333, -86.17250. Según la Oficina del Censo de los Estados Unidos, el municipio tiene una superficie total de 144.97 km², de la cual 144.2 km² corresponden a tierra firme y (0.53%) 0.77 km² es agua.

## Demografía
Según el censo de 2010, había 32884 personas residiendo en el municipio de Washington. La densidad de población era de 226,83 hab./km². De los 32884 habitantes, el municipio de Washington estaba compuesto por el 91.3% blancos, el 2.12% eran afroamericanos, el 0.22% eran amerindios, el 2.32% eran asiáticos, el 0.03% eran isleños del Pacífico, el 2.46% eran de otras razas y el 1.55% pertenecían a dos o más razas. Del total de la población el 5.5% eran hispanos o latinos de cualquier raza.